# Riazor Blues
Els Riazor Blues són un grup ultra del Real Club Deportivo de La Coruña constituït com a penya el 1987 i que pren aquest nom de l'estadi municipal de Riazor i del color blau, que juntament amb el blanc formen els colors de la primera equipació del club.

## Amistat i rivalitat
- Amics: Els Riazor Blues estan agermanats amb Biris Norte, la penya ultra de l'afició del Sevilla FC.[2] Pocs són els col·lectius espanyols que tenen amistat dins del mateix panorama estatal. Molts d'aquests grups no amaguen el seu agermanament, ja que en partits que han enfrontat als seus respectius clubs han fet un gran tifo amb els Riazor Blues. També estan agermanats amb el Kolectivo Sur, penya ultra del Xerez CD.[3]

## Història

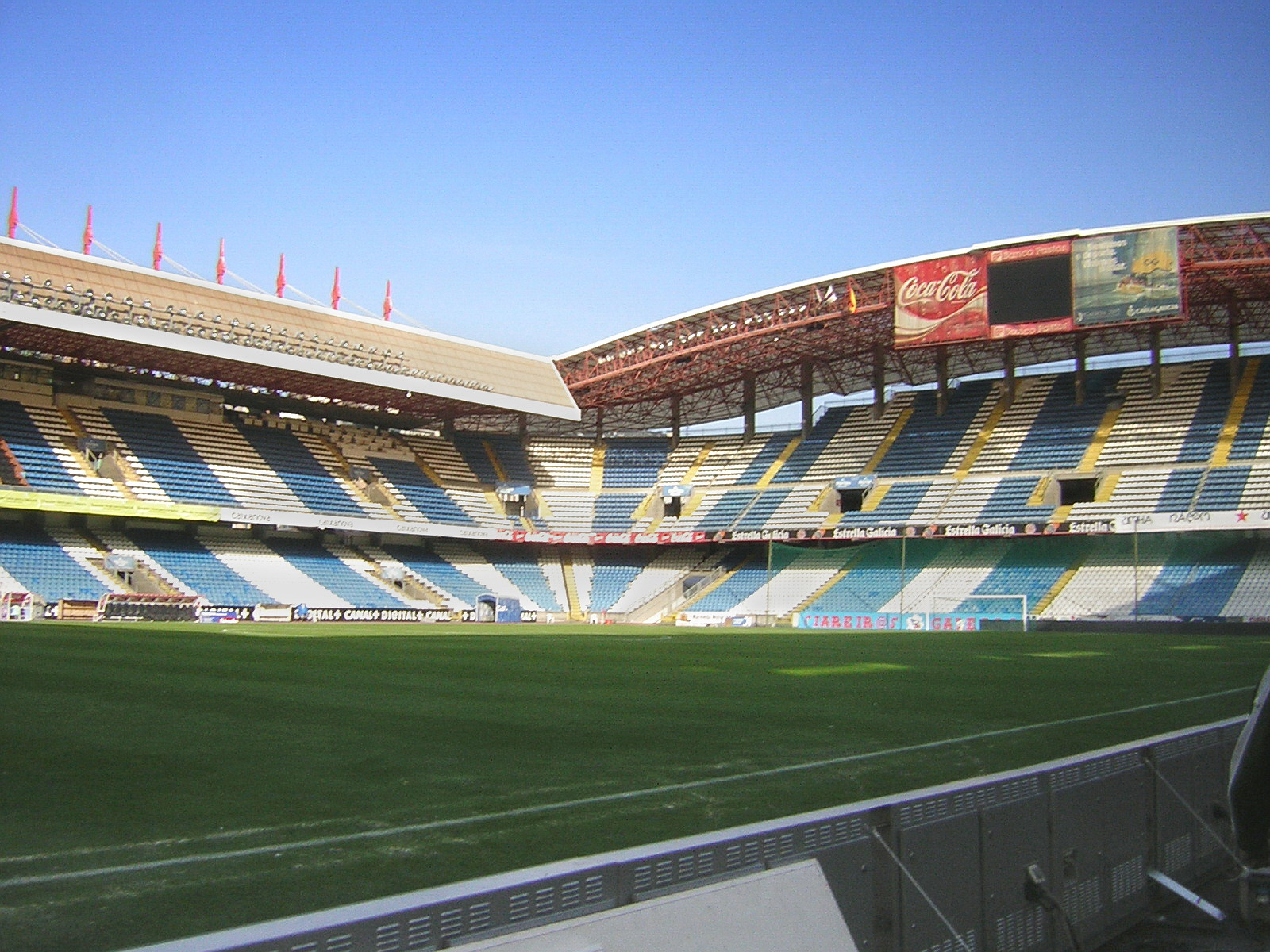
Gol nord de l'Estadi de Riazor, lloc de trobada dels Riazor Blues

Els Riazor Blues apareixen tipificats com a grup ultra en el llibre "Radiografia dels grups ultres en esdeveniments esportius", publicat pel Ministeri de l'Interior. Segons l'informe, aquest grup està format per un miler de simpatitzants, entre els quals hi ha "un apreciable grup de redskins". El corrent principal del grup és antifeixista, i ha comportat nombrosos problemes amb grups ultres d'ideologia d'extrema dreta. Nombrosos també van ser les baralles amb les grades del Celta de Vigo i del Compostela. La penya compta amb diferents grups anomenats "seccions", les més destacables són: Beer Firm, Galiza, USA, Los Suaves, Blues Madrid i Arsenio.
L'ex-membre del grup "Riazor Blues" i de la secció "Los Suaves", Gabriel Rodríguez Pérez, va ser acusat de l'homicidi de Manuel Ríos, que suposadament el va recriminar per una pallissa col·lectiva a un aficionat del Compostel·la. A causa d'aquest incident i la posterior repressió policial el grup es va dissoldre, encara que no gaire temps després va decidir tornar a l'activitat, quan l'únic acusat de l'assassinat de Manuel Ríos va ser absolt.